# Zeuxidia therionarca
Zeuxidia therionarca är en fjärilsart som beskrevs av Hans Fruhstorfer 1911. Zeuxidia therionarca ingår i släktet Zeuxidia och familjen praktfjärilar. Inga underarter finns listade i Catalogue of Life.